# Santa Casa de la Misericordia de Río de Janeiro

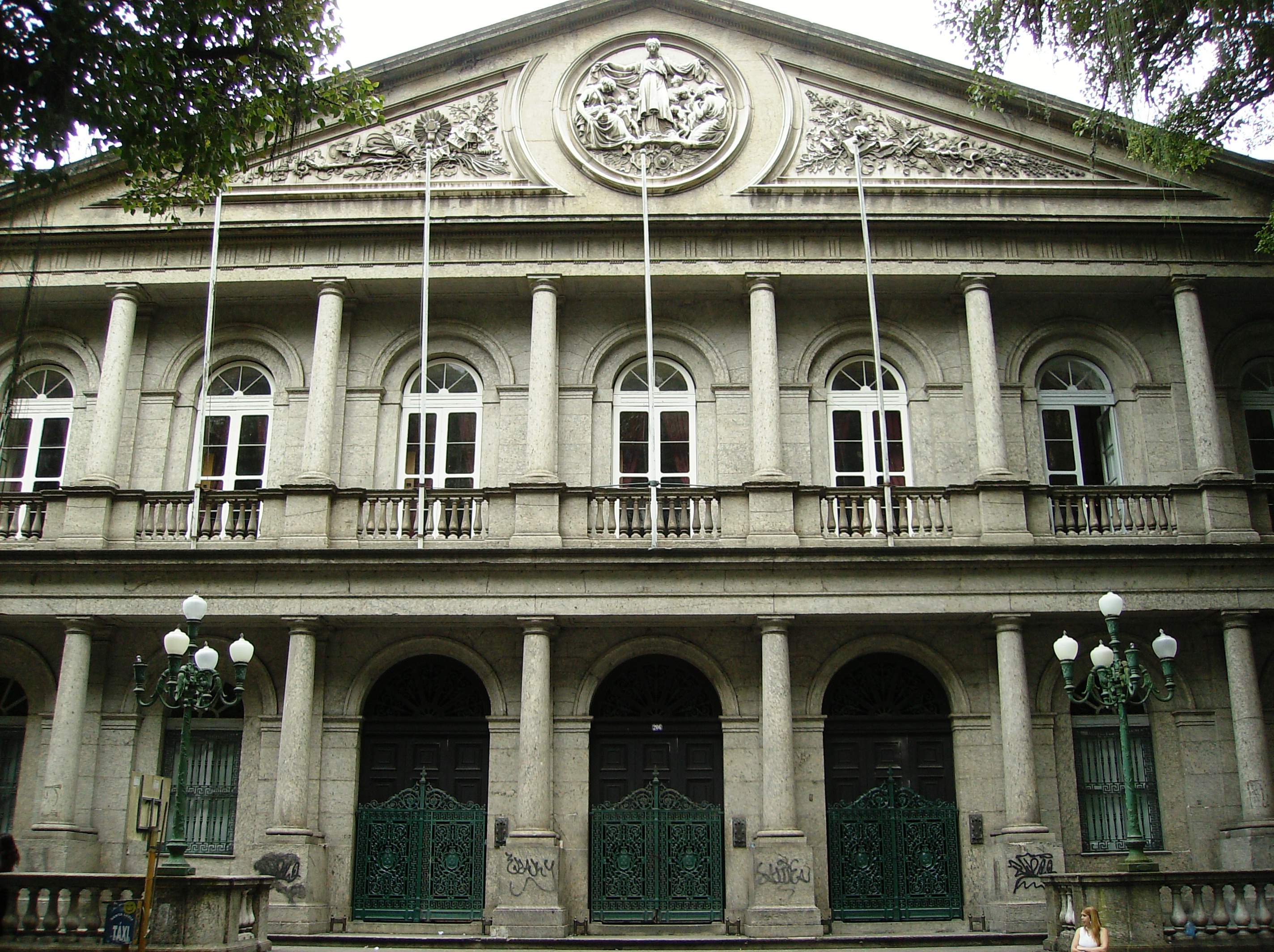
Hospital Santa Casa de la Misericordia de Río de Janeiro: Entrada principal.

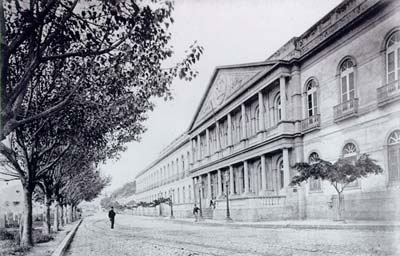
Santa Casa de la Misericordia de Río de Janeiro (Fotografía de Marc Ferrez, 1880).

La Santa Casa de Misericórdia de Río de Janeiro es una institución de asistencia sanitaria de Río de Janeiro, Brasil. Es de propiedad de la Hermandad de Nuestra Señora de la Misericórdia y Santa Isabel, una asociación pública de fieles católicos.
El edificio del hospital es el más antiguo de Río de Janeiro y ha sido declarada patrimonio histórico por el Instituto del Patrimonio Histórico y Artístico Nacional (IPHAN), el Instituto Rio Patrimonio de la Humanidad (IRPH) y el Instituto Estadual de Patrimonio Cultural (INEPAC) desde el 2015.
La fundación de la Santa Casa se dio a mediados del siglo XVI, en una fecha incierta, ubicándose en la playa de Santa Luzia. Su creación suele ser atribuida por estudiosos al padre José de Anchieta, de la Compañía de Jesús, quien llegó al Brasil en la escuadra del segundo gobernador general Duarte da Costa, en 1553.
El 2 de mayo de 1959 se le entregó el grado de comendador de la Ordem de Benemerência de Portugal.